# 우정사업정보센터
우정정보관리원(Korea Post Disital Service, 약칭: KPDS)는 우정사업본부의 소속기관이다. 2025년 2월 25일에 우정사업정보센터에서 우정정보관리원으로 개칭하였으며, 전라남도 나주시 정보화길 1에 위치한다. 센터장은 고위공무원단 나등급에 속하는 일반직공무원으로 보한다.
약 300여명의 공무원으로 구성

## 직무
- 우체국예금·우체국보험·우편환·우편대체 등에 관한 원부관리와 수불금의 계리·결산
- 우편·우체국금융 등 우정 관련 전산프로그램의 개발 및 운용
- 한국은행과의 자금 및 보유한도 초과금의 관리·결제
- 전산장비 및 부대설비의 설치 및 유지·관리
- 정보보호시스템의 운영·관리

## 연혁
- 1910년 10월 1일: 우편위체저금관리소 개소.
- 1927년 10월 1일: 경성저금관리소로 개편.
- 1943년 12월 1일: 경성보험관리소 개소.
- 1946년 3월 29일: 경성저금관리소를 경성자금관리국으로 개편.
- 1947년 1월 1일: 경성자금관리국을 서울저금관리국으로 개편.
- 1961년 10월 2일: 서울저금관리국과 서울보험관리국을 서울저금보험관리국으로 통합.[2]
- 1977년 3월: 금융업무를 농협에 이관.
- 1977년 7월 16일: 환금관리사무소로 개편.[3]
- 1980년 1월: 우편대체업무 전산화 개시(전산화 시작).
- 1987년 12월 15일: 체신부전산관리소로 개편.[4]
- 1983년 1월: 예금 및 보험업무 재개.
- 1984년 2월: 보통·저축 온라인서비스 24국 시행.
- 1988년 11월: 자양동으로 청사 이전.
- 1990년 6월: 전국 우체국(2,537국) 금융 온라인망 완성.
- 1994년 12월 23일: 정보통신부 소속 정보통신부전산관리소로 개편.[5]
- 1996년 10월: 전국 우체국(3,467국) 우편 온라인망 완성.
- 2000년 6월: 우체국금융 분산시스템으로 전환.
- 2000년 7월 1일: 우정사업본부 소속으로 변경.[6]
- 2000년 12월: 인터넷 우체국 개국.
- 2002년 5월: 통합경영관리(ERP)시스템 1단계 구축 및 전자민원시스템 1단계 구축.
- 2003년 7월: 우편물류통합정보시스템 1단계 구축, 전파방송관리통합정보시스템 1단계 구축, 예금보험통합인터넷시스템 1단계 구축.
- 2004년 3월: 우체국금융시스템 성능 개선.
- 2004년 4월: 전자민원시스템 2단계 구축.
- 2004년 5월: 전파방송관리 통합정보시스템 2단계 구축.
- 2004년 6월: 우편물류통합정보시스템 구축.
- 2004년 10월: 통합경영관리(ERP)시스템 2단계 구축.
- 2004년 11월: 우체국금융 DW/CRM/자산관리 시스템 구축, 인터넷우체국 에스크로시스템 구축, 예금보험통합인터넷시스템 2단계 구축.
- 2004년 12월 31일: 정보통신부지식정보센터로 개편.[7]
- 2005년 9월: 정보통신부 기반망(MIC-Net) 개선.
- 2005년 11월: 우체국금융 RM/ALM시스템 구축.
- 2007년 3월: 정부통합전산센터로 정보시스템 이전.
- 2008년 2월 29일: 우정사업정보센터로 개편.[8]
- 2008년 10월: 우체국 금융고도화 사업 구축.
- 2008년 11월: 차세대 우편물류 시스템 구축.
- 2009년 8월: 운송용기 및 우편집중국 RFID 시스템 구축.
- 2009년 11월: 차세대 우편물류시스템 구축 2단계 시행.
- 2010년 6월: 고객을 찾아가는 이동우체국 서비스 시행.
- 2010년 11월: 전자금융시스템 성능개선 시행.
- 2011년 4월: 전사모바일 서비스 ISP 수립 및 모바일 서비스 플랫폼 구축.
- 2011년 6월: 압류업무 녹취시스템 구축.
- 2011년 8월: 우체국보험 홈페이지를 통한 전자청약시스템 구축.
- 2011년 9월: 정보기술자원관리시스템 노후 장비교체 및 백업시스템 구축.
- 2011년 10월: IT종합상황관리시스템 개발환경 구축 및 성능 개선.
- 2011년 10월: 스마트폰 우편서비스 구축.
- 2011년 12월: 새주소 시행에 따른 우편 시스템 개선.
- 2011년 12월: 금융정보제공 수수료 수납관리 업무 프로세스 개선.
- 2012년 1월: 인터넷전화 서비스 개통.
- 2012년 1월: 인터넷망 분리 시스템 구축.
- 2013년 3월: 광주전남혁신도시로 청사 이전.

## 조직

### 원장
- 정보기반과[9]
- 우편정보과[9]
- 예금정보과[9]
- 보험정보과[9]
- 차세대금융정보과[9]

## 같이 보기
- 대한민국 과학기술정보통신부
- 우정사업본부